# Mullingar
Mullingar (irisch An Muileann gCearr – die windschiefe Mühle) ist die Hauptstadt des Countys Westmeath in der irischen Provinz Leinster. Die Stadt bildet auch eine Civil Parish in dieser Provinz. Neben der weltlichen Bedeutung ist die Stadt Sitz des römisch-katholischen Bistums Meath. Die Einwohnerzahl belief sich beim Census 2022 auf 22.667 Personen.

## Wirtschaft
Bis 2003 hatte Mullingar einen bedeutenden Viehmarkt.
Einer der Hauptexportartikel der Stadt sind Zinnwaren. Der Export nimmt seit einigen Jahren zu.

## Verkehr
Mullingar liegt an der Nationalstraße N 4, 79 km von Dublin entfernt. Außerdem wird die Stadt von Bus Éireann, der irischen Eisenbahn und von Nahverkehrsgesellschaften bedient. In das gut 40 km weiter westlich an der Südspitze des Lough Ree liegende Athlone führt entlang einer stillgelegten Bahnstrecke der Radfernweg Old Rail Trail.

## Kathedrale
Der Bau der Kathedrale Christ the King (Christkönig) wurde im Jahr 1933 begonnen und 1936 fertiggestellt. Die feierliche Konsekration fand am 6. August 1939 statt. Auf Bitte von Papst Pius XI. wurde ihr als erster Kathedrale weltweit der Name Christkönigskirche gegeben. Sie ist im National Inventory of Architectural Heritage (NIAH) der Republik Irland eingetragen.
Das mächtige zweitürmige Bauwerk im Neorenaissance-Stil ersetzte einen Vorgängerbau aus den 1830er Jahren, die St. Mary's Cathedral, die in den 1930er Jahren abgebrochen wurde. Im Innern der Kathedrale hat der russische Künstler Boris Anrep einige Mosaiken geschaffen.

## Weitere Sehenswürdigkeiten
- Der Menhir von Portloman ist eine Steinsäule mit einem eingeritzten Kreuz unweit des südwestlichen Ufers des Lough Owel.
- In Kilbride, südlich von Mullingar, befindet sich der einzige erhaltene De-Profundis-Stein Irlands.

## Tourismus und Freizeitangebote
- Um die Innenstadt fließt der im frühen 19. Jahrhundert entstandene Royal Canal, der heute seine wirtschaftliche Bedeutung verloren hat, aber für touristische Bootsfahrten genutzt werden kann. Ihm entlang verläuft ein Teil der Fahrradroute Hauptstadt-Route (EV2) von Moskau nach Galway, die in Irland noch nicht in allen Teilen fertiggestellt ist.
- In der Umgebung von Mullingar gibt es einige Seen, den Lough Owel mit der Insel Church Island, Lough Lene und den Lough Ennel, die vor allem bei Anglern sehr beliebt sind.

## Persönlichkeiten
- Eugene Casserly (1820–1883), US-Senator
- George Bagnall (1896–1978), US-amerikanischer Manager
- Joe Dolan (1939–2007), Popsänger
- Josephine Hart (1942–2011), irischstämmige britische Schriftstellerin, Verlegerin, Theaterproduzentin und Fernsehmoderatorin
- Paul Connell (* 1958), römisch-katholischer Geistlicher und Bischof von Ardagh
- Michael O’Leary (* 1961), CEO von Ryanair
- Joe Flaherty (* 1969 oder 1970), Politiker
- Peter Burke (* 1982), Politiker
- Martin Fagan (* 1983), Langstreckenläufer
- John Joe Nevin (* 1989), Boxer
- Niamh Algar (* 1992), Filmschauspielerin
- Niall James Horan (* 1993), ehemaliges Mitglied von One Direction
- Aidan Keena (* 1999), Fußballspieler

## Nachweise
1. 1 2  Mullingar (Agglomeration) auf citypopulation.de, abgerufen am 1. Februar 2024
2. ↑  15310166: Cathedral of Christ the King, Mullingar in der Datenbank des National Inventory of Architectural Heritage. 17. Oktober 2005, abgerufen am 28. August 2024 (englisch).